# شیرعلی داستی‌اف
شیرعلی داستی‌اف (به تاجیکی: Шерали Достиев) (زادروز ۱۲ ژانویه ۱۹۸۵ دوشنبه) مشت‌زن دستهٔ ۴۸- کیلوگرم اهل تاجیکستان می‌باشد که در مسابقات گوناگونی شرکت کرده و مدال‌های بسیاری، از جمله مدال برنز مسابقات جهانی آماتور سال ۲۰۰۵ را به‌دست آورده‌است.